# Internationale Filmfestspiele Berlin 1994
Die 44. Internationalen Filmfestspiele Berlin fanden vom 10. Februar bis zum 21. Februar 1994 statt.

## Sektion Wettbewerb
Im offiziellen Wettbewerb wurden in diesem Jahr folgende Filme gezeigt:
| Filmtitel                     | Regisseur                 | Produktionsland               | Darsteller (Auswahl)                                         |
| Al otro lado del túnel        | Jaime de Armiñán          | Spanien                       | Fernando Rey                                                 |
| Alles auf Anfang              | Reinhard Münster          | Deutschland                   | Katharina Thalbach, Udo Samel, Harald Juhnke                 |
| Anna, die Leihmutter          | Márta Mészáros            | Ungarn, Polen                 |                                                              |
| Der Blaue                     | Lienhard Wawrzyn          | Deutschland                   | Manfred Krug, Ulrich Mühe, Meret Becker, Christiane Hörbiger |
| Cari fottutissimi amici       | Mario Monicelli           | Italien                       |                                                              |
| Charachar                     | Buddhadeb Dasgupta        | Indien                        | Rajit Kapoor, Sadhu Meher, Indrani Haldar                    |
| Die Detektivin                | Tonie Marshall            | Frankreich                    | Anémone                                                      |
| Drei Farben: Weiß             | Krzysztof Kieślowski      | Frankreich, Polen, Schweiz    | Zbigniew Zamachowski, Julie Delpy, Janusz Gajos, Jerzy Stuhr |
| Das dritte Ufer des Flusses   | Nelson Pereira dos Santos | Frankreich, Brasilien         |                                                              |
| Erdbeer und Schokolade        | Tomás Gutiérrez Alea      | Kuba, Mexiko, Spanien         |                                                              |
| Exile                         | Paul Cox                  | Australien                    |                                                              |
| Fearless – Jenseits der Angst | Peter Weir                | USA                           | Jeff Bridges, Isabella Rossellini                            |
| Il Giudice ragazzino          | Alessandro Di Robilant    | Italien                       |                                                              |
| Hwaomkyung                    | Sun-Woo Jang              | Südkorea                      |                                                              |
| Im Namen des Vaters           | Jim Sheridan              | Irland, Großbritannien        | Daniel Day-Lewis, Emma Thompson                              |
| Das Jahr des Hundes           | Semjon Aranowitsch        | Frankreich, Russland          |                                                              |
| Ladybird, Ladybird            | Ken Loach                 | Großbritannien                | Crissy Rock                                                  |
| Die Leute gegenüber           | Jesús Garay               | Frankreich, Spanien           | Ben Gazzara                                                  |
| Philadelphia                  | Jonathan Demme            | USA                           | Tom Hanks, Denzel Washington                                 |
| Der Rotfuchs                  | Wu Ziniu                  | Hongkong, Volksrepublik China |                                                              |
| Smoking / No Smoking          | Alain Resnais             | Frankreich                    |                                                              |

## Internationale Jury
Präsident der diesjährigen internationalen Jury war der Brite Jeremy Thomas. Unter seiner Führung wählten folgende Jurymitglieder die Preisträger aus: Tschingis Aitmatow, Maria Luis Bemberg, Hsu Feng, Morgan Freeman, Francis Girod, Corinna Harfouch, Carlo Lizzani, Wolfram Schütte, Susan Seidelman, Hayao Shibata und Dave Kehr.

## Preisträger

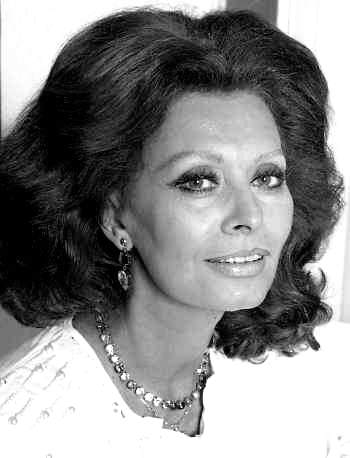
Sophia Loren

- Goldener Bär: Den Goldenen Bären erhielt der Film Im Namen des Vaters von Jim Sheridan.
- Silberne Bären wurden in folgenden Kategorien verteilt:
  - Bester Regisseur: Krzysztof Kieślowski
  - Beste Schauspielerin: Crissy Rock für den Film Ladybird, Ladybird (ihr Filmdebüt)
  - Bester Schauspieler: Tom Hanks für Philadelphia
  - Für eine herausragende Einzelleistung: Alain Resnais
  - Für eine künstlerisch besondere Leistung: Semjon Aranowitsch
  - Spezialpreis der Jury: Tomás Gutiérrez Alea und Juan Carlos Tabío

Goldener Ehrenbär
Für ihr Lebenswerk erhielt Sophia Loren einen Goldenen Ehrenbären.

## Kinderfilmfest
In diesem Jahr wurde beim Kinderfilmfest der Berlinale erstmals der Gläserne Bär verliehen. Erster Preisträger war der australische Film Matilda Bell von David Elfick.